# علم الشيخوخة البيولوجي
علم الشيخوخة البيلوجي هو أحد فروع علم الشيخوخة الذي يهتم بدراسة عملية الشيخوخة البيولوجية، وأصولها التطورية، والوسائل المحتملة للتدخل في هذه العمليةصاغ هذا المصطلح الباحث إس راتان، وأصبح قيد الاستخدام المنتظم مع إطلاق مجلة Biogerontology في عام 2000.
يتضمن هذا المجال أبحاثًا متعددة التخصصات تركز على أسباب وآثار وآليات الشيخوخة البيولوجية، وقد صرح عالم الشيخوخة البيولوجية ليونارد هاي فليك، أن العمر الطبيعي المتوسط للبشر يبلغ حوالي 92 عامًا، وإذا لم يطور البشر طرقًا جديدة لمعالجة الشيخوخة، فسيظل هذا العمر ثابتًا، من ناحية أخرىتوقع جيمس فوبل أن تصل متوسطات الأعمار المتوقعة في الدول الصناعية إلى 100 عام للأطفال المولودين بعد عام 2000، كما توقعت العديد من الدراسات التي شملت علماء الشيخوخة البيولوجية أن متوسط العمر قد يتجاوز ثلاثة قرون للأشخاص المولودين بعد عام 2100بينما يشير بعض العلماء الآخرون، بشكل أكثر جدلية، إلى إمكانية تحقيق أعمار غير محدودة للأشخاص الذين يعيشون حاليًا، فعلى سبيل المثال يقدم تشارلز دي غراي إطارًا زمنيًا مؤقتًا، يشير فيه إلى أنه مع التمويل الكافي للأبحاث التي تهدف إلى تطوير تدخلات في الشيخوخة مثل استراتيجيات التدهور المهمل هندسيًا، لدينا فرصة بنسبة 50/50 لتطوير تقنيات خلال 25 إلى 30 عامًا تقريبًا من الآن، والتي ستسمح، بناءً على افتراضات معقولة حول معدل التحسينات اللاحقة في هذه التكنولوجيا، بمنع الأشخاص من الموت بسبب الشيخوخة في أي عمرتعتمد هذه الفكرة على استخدام التكنولوجيا الحالية لتمديد عمر الأشخاص الأحياء لفترة كافية حتى يتمكن التقدم التكنولوجي المستقبلي من حل المشكلات المتبقية المتعلقة بالشيخوخة، وقد أطلق على هذا المفهوم اسم سرعة الهروب من الشيخوخة.
علم الشيخوخة الطبية الحيوية، المعروف أيضًا بعلم الشيخوخة التجريبي وتمديد الحياة، هو فرع فرعي من علم الشيخوخة الحيوي يهدف إلى إبطاء عملية الشيخوخة ومنعها وحتى عكسها لدى البشر والحيوانات.

## مناهج التعامل مع الشيخوخة
يختلف علماء الشيخوخة الحيوية في مدى تركيزهم على دراسة عملية الشيخوخة، سواء كوسيلة للتخفيف من أمراض الشيخوخة أو كطريقة لتمديد العمر، ويُعد مجال متعدد التخصصات نسبياً يُعرف بـعلم الشيخوخة الطبي Geroscience، يركز على منع أمراض الشيخوخة وإطالة فترة الصحة التي يعيش فيها الفرد دون أمراض خطيرةينطلق نهج علماء الشيخوخة الحيوية من اعتبار الشيخوخة مرضًا بحد ذاته ويجب معالجته مباشرة، وبهدف نهائي يتمثل في جعل احتمالية وفاة الفرد مستقلة عن عمره في حال ثبات العوامل الخارجيةوهذا النهج يتناقض مع الرأي القائل بأن الحد الأقصى لعمر الإنسان لا يمكن أو لا يجب تغييره.
لا ينبغي الخلط بين علم الشيخوخة الحيوي وطب الشيخوخة، وهو مجال طبي يدرس علاج الأمراض الموجودة لدى كبار السن بدلاً من علاج الشيخوخة نفسها. توجد العديد من نظريات الشيخوخة، ولم تُقبل أي نظرية بشكل كامل، عند النظر إلى النظريات من منظور شامل، يمكن تصنيفها إلى نظريات مبرمجة تفترض أن الشيخوخة تتبع جدولًا زمنيًا بيولوجيًا، ونظريات الخطأ التي تقترح أن الشيخوخة تحدث بسبب الأضرار التراكمية التي يتعرض لها الكائن الحي.

## النظريات العشوائية
النظريات الاحتمالية للشيخوخة هي نظريات تقترح أن الشيخوخة تنتج عن تغييرات صغيرة تحدث في الجسم مع مرور الوقت، وفشل الجسم في استعادة النظام وإصلاح الأضرار التي تلحق به، وتتعرض الخلايا والأنسجة للإصابة بسبب تراكم الأضرار على مدى الزمن، مما يؤدي إلى انخفاض وظائف الأعضاء، حيث تم تقديم مفهوم تراكم الأضرار لأول مرة عام 1882 من قبل عالم الأحياء الدكتور أغسطس فايسمان تحت اسم نظرية البلى والتمزق.

### نظرية البلى والتمزق
بدأت نظريات البلى والتمزق الخاصة بالشيخوخة في الظهور في القرن التاسع عشروتشير هذه النظريات إلى أنه مع تقدم الفرد في العمر، تتعرض أجزاء الجسم مثل الخلايا والأعضاء للبلى نتيجة الاستخدام المستمر، ويمكن أن يُعزى البلى في الجسم إلى أسباب داخلية أو خارجية تؤدي في النهاية إلى تراكم الأضرار التي تتجاوز قدرة الجسم على الإصلاح، ونتيجة لهذه الأضرار الداخلية والخارجية، تفقد الخلايا قدرتها على التجدد، مما يؤدي في النهاية إلى الإرهاق الميكانيكي والكيميائي، تشمل بعض الأضرار المواد الكيميائية في الهواء والطعام أو الدخان، وقد تشمل الأضرار الأخرى الفيروسات، الصدمات، الجذور الحرة، الترابط المتبادل، وارتفاع درجة حرارة الجسم.

### نظرية التراكم
تشير نظريات التراكم الخاصة بالشيخوخة إلى أن الشيخوخة هي تدهور جسدي ينجم عن تراكم العناصر، سواء كانت مواد تُدخل إلى الجسم من البيئة أو ناتجة عن عملية التمثيل الغذائي للخلايا.

### نظرية تراكم الطفرات
تم اقتراح نظرية تراكم الطفرات لأول مرة من قبل بيتر ميدوار في عام 1952كشرح تطوري للشيخوخة البيولوجية والانخفاض المصاحب في اللياقة البدنية تفسر النظرية أنه في حالة التعبير عن الطفرات الضارة في وقت لاحق من الحياة، عندما يتوقف التكاثر وتصبح فرصة البقاء في المستقبل أقل احتمالًا، فإن هذه الطفرات من المحتمل أن تُورث إلى الأجيال القادمة دون علموفي هذه الحالة ستكون قوة الانتقاء الطبيعي ضعيفة، وبالتالي غير كافية للقضاء على هذه الطفرات بشكل مستمر. افترض ميدوار أنه مع مرور الوقت، سيتراكم هذه الطفرات بسبب الانحراف الوراثي، مما يؤدي إلى تطور ما يُعرف الآن بالشيخوخة.

### نظرية الجذور الحرة
الجذور الحرة هي جزيئات تفاعلية تنتج عن العمليات الخلوية والبيئية، ويمكن أن تلحق الضرر بعناصر الخلية مثل غشاء الخلية والحمض النووي، مما يؤدي إلى أضرار لا رجعة فيها، تقترح نظرية الجذور الحرة للشيخوخة أن هذا الضرر يتراكم تدريجيًا ليؤدي إلى تدهور الوظائف البيولوجية للخلايا ويؤثر على عملية الشيخوخةتم اقتراح فكرة أن الجذور الحرة هي عوامل سامة لأول مرة من قبل ريبيكا جيرشمان وزملائها في عام 1945ولكنها اكتسبت شهرة في عام 1956 عندما اقترح دينهام هارمان نظرية الجذور الحرة للشيخوخة، وأثبت أن تفاعلات الجذور الحرة تسهم في تدهور الأنظمة البيولوجيةوتتراكم أنواع عديدة من الأضرار التأكسدية مع التقدم في العمر، مثل الإجهاد التأكسدي الناتج عن جذور الأكسجين الحرةلأن نظرية الجذور الحرة للشيخوخة تفترض أن الشيخوخة تنتج عن الأضرار التي تسببها الأنواع التفاعلية من الأكسجين (ROS)الأنواع التفاعلية من الأكسجين (ROS) هي جزيئات صغيرة شديدة التفاعل تحتوي على الأكسجين ويمكنها أن تلحق الضرر بمكونات خلوية معقدة مثل الدهون والبروتينات أو الحمض النووي، يتم إنتاجها بشكل طبيعي بكميات صغيرة أثناء التفاعلات الأيضية في الجسم، تصبح هذه الحالات أكثر شيوعًا مع تقدم الإنسان في العمر وتشمل الأمراض المرتبطة بالشيخوخة مثل الخرف والسرطان وأمراض القلب، ويمكن تقليل كمية الجذور الحرة في الخلية بمساعدة مضادات الأكسدة، لكن هناك مشكلة تتمثل في أن بعض الجذور الحرة تُستخدم من قبل الكائن الحي كجزيئات إشارة، والحد المفرط والعام من الجذور الحرة يسبب ضررًا للكائن الحي أكثر مما ينفعه. قبل فترة من الزمن كانت فكرة إبطاء الشيخوخة باستخدام مضادات الأكسدة شائعة جدًا، ولكن الآن تُعتبر الجرعات العالية من مضادات الأكسدة ضارة، حاليًا يحاول بعض العلماء ابتكار طرق لتثبيط الجذور الحرة بشكل موضعي فقط في أماكن معينة داخل الخلايا، فعالية هذا النهج لا تزال غير واضحة، والأبحاث جارية.

### نظرية أضرار الحمض النووي
تعد أضرار الحمض النووي واحدة من الأسباب الرئيسية للأمراض المرتبطة بالشيخوخة، حيث يتم تعريف استقرار الجينوم من خلال آلية إصلاح الخلايا، والتحمل ضد الأضرار، ومسارات نقاط التفتيش التي تتصدى لأضرار الحمض النووي. كانت إحدى الفرضيات التي اقترحها الفيزيائي جيواتشينو فايلا في عام 1958، هي أن تراكم الأضرار في الحمض النووي يسبب الشيخوخةوتم تطوير هذه الفرضية لاحقًا بواسطة الفيزيائي ليو سيلاردوقد تغيرت هذه النظرية على مر السنين مع اكتشاف أبحاث جديدة لأنواع مختلفة من الأضرار والطفرات في الحمض النووي، حيث تشير العديد من نظريات الشيخوخة إلى أن أضرار الحمض النووي مع أو بدون طفرات تسبب الشيخوخة.
تعد أضرار الحمض النووي مختلفة تمامًا عن الطفرات، على الرغم من أن كليهما نوعان من الأخطاء في الحمض النووي، حيث أن أضرار الحمض النووي هي بنية كيميائية غير طبيعية في الحمض النووي، بينما الطفرة هي تغيير في تسلسل الأزواج القاعدية القياسية، تستند النظرية القائلة بأن أضرار الحمض النووي هي السبب الرئيسي للشيخوخة جزئيًا إلى الأدلة الموجودة في الإنسان والفئران، حيث أن العيوب الوراثية في جينات إصلاح الحمض النووي غالبًا ما تسبب الشيخوخة المتسارعةهناك أيضًا أدلة كبيرة على أن أضرار الحمض النووي المتمثلة في تلف الحمض النووي للشيخوخة وتلف الحمض النووي الطبيعي، تتراكم مع تقدم العمر في أنسجة الثدييات، مثل تلك الموجودة في الدماغ والعضلات والكبد والكلى.
تتمثل إحدى التوقعات للنظرية التي تقول إن أضرار الحمض النووي هي السبب الرئيسي للشيخوخة، في أنه بين الأنواع ذات أعمار الحياة القصوى المختلفة، يجب أن يرتبط قدرة إصلاح أضرار الحمض النووي بعمر الحياة، وكان أول اختبار تجريبي لهذه الفكرة من قبل هارت وسيتلو الذين قاسوا قدرة خلايا من سبع أنواع مختلفة من الثدييات على إجراء إصلاح الحمض النوويوجدوا أن قدرة إصلاح الاستئصال النووي كانت تزداد بشكل منهجي مع طول عمر الأنواع، وكانت هذه العلاقة لافتة للنظر وأدت إلى سلسلة من 11 تجربة إضافية في مختبرات مختلفة على مر السنين حول العلاقة بين إصلاح الاستئصال النووي وعمر الحياة في أنواع الثدييات، بشكل عام أظهرت نتائج هذه الدراسات وجود علاقة جيدة بين قدرة إصلاح الاستئصال النووي وعمر الحياة.
تأتي المزيد من الأدلة لدعم النظرية القائلة بأن أضرار الحمض النووي هي السبب الرئيسي للشيخوخة من دراسة بولي ADP ريبوز بوليميرازات PARPs، تُعد PARPs إنزيمات يتم تنشيطها بواسطة كسور في خيوط الحمض النووي وتلعب دورًا في إصلاح قاعدة الحمض النووي، استعرض بوركل وآخرون الأدلة التي تشير إلى أن PARPs، وخاصة PARP-1، تشارك في الحفاظ على طول عمر الثدييات، حيث كان عمر 13 نوعًا من الثدييات مرتبطًا بقدرة البوليميراز ADP-ريبوزيلا التي تم قياسها في الخلايا الوحيدة النواة. علاوة على ذلك، كانت خطوط الخلايا اللمفاوية من الخلايا اللمفاوية في الدم المحيطي للبشر الذين تجاوزوا سن الـ100 تحتوي على قدرة بولي ADP-ريبوزيلا أعلى بشكل ملحوظ من خطوط الخلايا في الأفراد الأصغر سنًا.

### نظرية الارتباط المتقاطع
تقترح نظرية الترابط المتبادل أن المنتجات النهائية للغليكاسي الرابط المستقر الذي يتكون من ارتباط الجلوكوز بالبروتينات، وأشكال الترابط المتبادل الشاذة الأخرى التي تتراكم في الأنسجة المتقدمة في العمر هي سبب الشيخوخة، حيث أن الترابط المتبادل للبروتينات يعطل وظائفها البيولوجية.، ويرتبط تصلب الأنسجة الضامة، وأمراض الكلى، وتضخم القلب بالترابط المتبادل للبروتينات، ويمكن أن يؤدي هذا الترابط المتبادل للحمض النووي إلى أخطاء في تكرار الحمض النووي، مما يؤدي إلى خلايا مشوهة ويزيد من خطر الإصابة بالسرطان.

## الجينات
تقترح النظريات الجينية للشيخوخة أن الشيخوخة مبرمجة داخل جينات كل فرد، ووفقًا لهذه النظرية، تتحكم الجينات في طول عمر الخلايا، ويتم تحديد الموت الخلوي المبرمج، أو الاستماتة، بواسطة الساعة البيولوجية من خلال المعلومات الجينية في نواة الخلية، وتوفر الجينات المسؤولة عن الاستماتة تفسيرًا لموت الخلايا، لكنها أقل تطبيقًا على موت الكائن الحي بأسره، قد يرتبط زيادة الاستماتة الخلوية بالشيخوخة، لكنها ليست سببًا للموت، ويمكن للعوامل البيئية والطفرات الجينية أن تؤثر على تعبير الجينات وتسريع الشيخوخة.
مؤخرًا، تم استكشاف علم الوراثة فوق الجينية كعامل مساهم، وتُعد الساعة الوراثية فوق الجينية، التي تقيس العمر البيولوجي للخلايا بشكل نسبي وموضوعي، أداة مفيدة لاختبار طرق مختلفة لمكافحة الشيخوخة. أشهر ساعة وراثية فوق جينية هي ساعة هورفاث، ولكن ظهرت الآن نماذج أكثر دقة.

## عدم التوازن العام
تقترح نظريات عدم التوازن العامة للشيخوخة أن أنظمة الجسم مثل الأنظمة الهرمونية والعصبية والمناعية تتدهور تدريجيًا، وفي النهاية تفشل في أداء وظائفها، ويختلف معدل الفشل من نظام إلى آخر.

### نظرية المناعة
تقترح نظرية المناعة للشيخوخة أن جهاز المناعة يضعف مع تقدم الكائن الحي في العمر، وهذا يجعل الكائن غير قادر على محاربة العدوى وأقل قدرة على تدمير الخلايا القديمة والمشوهة، ويؤدي هذا إلى الشيخوخة وفي النهاية إلى الموت. تم تطوير هذه النظرية حول الشيخوخة من قبل روي وولفورد في عام 1969، ووفقًا لوولفورد، فإن الإجراءات المناعية غير الصحيحة هي السبب في عملية الشيخوخة، وصرح لوولفورد أن نظامه الصحي المحسن سيمكنه من العيش حتى 120 عامًا، وتوفي بسبب التصلب الجانبي الضموري في سن الـ79.